# Mesocyclops roberti
Mesocyclops roberti – gatunek widłonoga z rodziny Cyclopidae. Nazwa naukowa tego gatunku skorupiaków została opublikowana w 2012 roku przez polską zoolog Marię Hołyńską i włoskiego zoologa Fabio Stocha.